# Jørgen Strand Larsen
Jørgen Strand Larsen, né le 6 février 2000 à Halden en Norvège, est un footballeur international norvégien qui évolue au poste d'avant-centre au Wolverhampton Wanderers.

## Biographie

### Jeunesse et formation
Né  à Halden en Norvège, Jørgen Strand Larsen commence le football dans le club de sa ville natale, le Kvik Halden, avant de rejoindre en 2015 le Sarpsborg 08 FF. Il y est formé avant d'être prêté à l’AC Milan, prestigieux club italien, le 28 août 2017. Il est cependant intégré à l'équipe U19 du club, et a l'occasion de s'entraîner avec l'équipe première alors dirigée par Gennaro Gattuso avant de revenir à Sarpsborg un an plus tard.

### Sarpsborg 08 FF
De retour dans son club formateur après son prêt à l’AC Milan, Larsen fait ses débuts en professionnel le 26 avril 2017 contre le Drøbak-Frogn IL (en). Il entre en jeu lors de cette partie et réalise un triplé, contribuant à la très large victoire de son équipe (1-10). Le 21 mai suivant, il fait sa première apparition en championnat face au Vålerenga Fotball. Son équipe s'impose sur le score de deux buts à zéro ce jour-là.
Lors de la saison 2018-2019, il participe à la phase de groupe de la Ligue Europa avec l'équipe de Sarpsborg (quatre matchs joués, avec pour résultats quatre défaites).
En 2019, il inscrit un total de quatre buts en Eliteserien. Il est notamment l'auteur d'un doublé, le 16 juin, lors de la réception de l'Odds BK (victoire 2-0).

### FC Groningue
Le 9 septembre 2020 Jørgen Strand Larsen s'engage avec le club néerlandais du FC Groningue pour un contrat de quatre ans plus une année en option. Il joue son premier match sous ses nouvelles couleurs le 13 septembre 2020, lors de la première journée de la saison 2020-2021 d'Eredivisie contre le PSV Eindhoven. Il est titulaire et son équipe s'incline par trois buts à un,.
Strand Larsen se fait remarquer le 15 août 2021, lors de la première journée de la saison 2021-2022, en réalisant une bicyclette face au SC Cambuur. Outre la beauté de son geste réalisé dans le temps additionnel, Strand Larsen permet ainsi à son équipe de s'imposer par deux buts à un,. Le 6 février 2022, jour de ses 22 ans, il se distingue lors d'une rencontre de championnat face au Go Ahead Eagles en marquant deux buts, donnant ainsi la victoire à son équipe (2-1 score final),.

### Celta Vigo
Le 1er septembre 2022, après avoir longtemps espéré être transféré durant l'été, Jørgen Strand Larsen s'engage en faveur du Celta de Vigo. Il signe un contrat courant jusqu'en juin 2028,.
Il joue son premier match pour le Celta le 2 septembre 2022, lors d'une rencontre de championnat contre le Cádiz CF. Il entre en jeu à la place de Carles Pérez et son équipe s'impose par trois buts à zéro.

### Wolverhampton Wanderers
Le 2 juillet 2024, Jørgen Strand Larsen rejoint Wolverhampton Wanderers sous la forme d'un prêt d'une saison avec obligation d'achat selon certaines conditions,.
Strand Larsen marque son premier but pour les Wolves lors de son deuxième match, le 25 août 2024, contre le Chelsea FC en championnat. Titulaire, et buteur ce jour-là, il ne peut empêcher la lourde défaite de son équipe par six buts à deux,.

### En sélection
Avec les moins de 17 ans, il inscrit un but contre l'Ukraine en septembre 2016, lors des éliminatoires du championnat d'Europe. Il marque ensuite un doublé contre la Suède en février 2017, lors d'une rencontre amicale. En mai 2017, il participe à la phase finale du championnat d'Europe de la catégorie qui se déroule en Croatie. Lors de cette compétition, il joue trois matchs. Il se met en évidence en inscrivant un but contre les Pays-Bas. Le bilan de la Norvège dans ce tournoi s'élève à un nul et deux défaites.
Avec les moins de 19 ans, il est l'auteur d'un doublé contre la Croatie le 26 mars 2019, lors des éliminatoires du championnat d'Europe. Il délivre également, à cette occasion, une passe décisive. La Norvège l'emporte deux buts à trois. Quelques semaines plus tard, il dispute la phase finale du championnat d'Europe de la catégorie organisé en Arménie. Il joue trois matchs lors de ce tournoi, avec pour résultats deux nuls et une défaite.
Jørgen Strand Larsen joue son premier match avec l'équipe de Norvège espoirs le 6 septembre 2019 face à Chypre. Il entre en jeu ce jour-là et son équipe s'impose sur le score de deux buts à un. Il inscrit son premier but avec les espoirs le 19 novembre 2019, contre le Portugal, lors des éliminatoires de l'Euro espoirs 2021. Malgré tout, la Norvège s'incline sur le score de deux buts à trois.
En novembre 2020, Jørgen Strand Larsen est appelé pour la première fois avec l'équipe nationale de Norvège, alors que celle-ci présente une toute nouvelle sélection avec plusieurs débutants en raison de nombreux cas positifs au COVID-19 dans la liste initiale. Le 18 novembre 2020, il honore sa première sélection face à l'Autriche. Il est titularisé puis remplacé par Andreas Vindheim lors de cette rencontre qui se solde par un match nul (1-1).
Strand Larsen inscrit son premier but pour la Norvège le 7 septembre 2023, lors d'un match amical contre la Jordanie. Titularisé, il se fait remarquer en délivrant deux passes décisives en plus de son but, et contribue ainsi à la victoire de son équipe par six buts à zéro,

## Statistiques
| Saison                | Club                  | Championnat           | Championnat | Championnat | Championnat | Coupe(s) nationale(s) | Coupe(s) nationale(s) | Coupe(s) nationale(s) | Compétition(s) continentale(s) | Compétition(s) continentale(s) | Compétition(s) continentale(s) | Compétition(s) continentale(s) | Play-offs | Play-offs | Play-offs | Total | Total | Total |
| Saison                | Club                  | Division              | M.          | B.          | P.d.        | M.                    | B.                    | P.d.                  | Comp.                          | M.                             | B.                             | P.d.                           | M.        | B.        | P.d.      | M.    | B.    | P.d.  |
| 2017                  | Sarpsborg 08 FF       | Eliteserien           | 3           | 0           | 0           | 3                     | 3                     | 0                     | -                              | -                              | -                              | -                              | -         | -         | -         | 6     | 3     | 0     |
| 2018                  | Sarpsborg 08 FF       | Eliteserien           | 7           | 0           | 0           | -                     | -                     | -                     | C3                             | 6                              | 0                              | 0                              | -         | -         | -         | 13    | 0     | 0     |
| 2019                  | Sarpsborg 08 FF       | Eliteserien           | 23          | 4           | 3           | 3                     | 0                     | 1                     | -                              | -                              | -                              | -                              | -         | -         | -         | 26    | 4     | 4     |
| 2020                  | Sarpsborg 08 FF       | Eliteserien           | 16          | 2           | 5           | -                     | -                     | -                     | -                              | -                              | -                              | -                              | -         | -         | -         | 16    | 2     | 5     |
| Sous-total            | Sous-total            | Sous-total            | 49          | 6           | 8           | 6                     | 3                     | 1                     | -                              | 6                              | 0                              | 0                              | 0         | 0         | 0         | 61    | 9     | 9     |
| 2020-2021             | FC Groningue          | Eredivisie            | 30          | 9           | 5           | 1                     | 0                     | 1                     | -                              | -                              | -                              | -                              | 1         | 0         | 0         | 32    | 9     | 6     |
| 2021-2022             | FC Groningue          | Eredivisie            | 32          | 14          | 2           | 3                     | 3                     | 0                     | -                              | -                              | -                              | -                              | -         | -         | -         | 35    | 17    | 2     |
| 2022-2023             | FC Groningue          | Eredivisie            | 4           | 1           | 1           | -                     | -                     | -                     | -                              | -                              | -                              | -                              | -         | -         | -         | 4     | 1     | 1     |
| Sous-total            | Sous-total            | Sous-total            | 66          | 24          | 8           | 4                     | 3                     | 1                     | -                              | 0                              | 0                              | 0                              | 1         | 0         | 0         | 71    | 27    | 9     |
| 2022-2023             | Celta de Vigo         | Liga                  | 32          | 4           | 3           | 3                     | 1                     | 2                     | -                              | -                              | -                              | -                              | -         | -         | -         | 35    | 5     | 5     |
| 2023-2024             | Celta de Vigo         | Liga                  | 24          | 9           | 2           | 2                     | 0                     | 0                     | -                              | -                              | -                              | -                              | -         | -         | -         | 26    | 9     | 2     |
| Sous-total            | Sous-total            | Sous-total            | 56          | 13          | 5           | 5                     | 1                     | 2                     | -                              | 0                              | 0                              | 0                              | 0         | 0         | 0         | 61    | 14    | 7     |
| Total sur la carrière | Total sur la carrière | Total sur la carrière | 170         | 43          | 21          | 15                    | 7                     | 4                     | -                              | 6                              | 0                              | 0                              | 1         | 0         | 0         | 192   | 50    | 25    |